# Mohamed Aly
Mohammed Aly Reda (Caïro, 19 februari 1975) is een Egyptische bokser die op de Zomerspelen van 2004 in Athene (Griekenland) de zilveren medaille won bij de superzwaargewichten (+91 kg).
Op de Spelen van 2004 versloeg hij Netsing Takam uit Kameroen, Jaroslavas Jaksto uit Litouwen en, opvallend, de Cubaan Michel López Núñez maar verwondde zichzelf hierbij wel. In de finale werd hij dan ook verslagen door de Rus Aleksandr Povetkin.
Op de Afrikaanse Spelen 2003 in Abuja (Nigeria) verloor hij in de finale van de Nigeriaan Gbenga Oluokun.